# 栗平駅

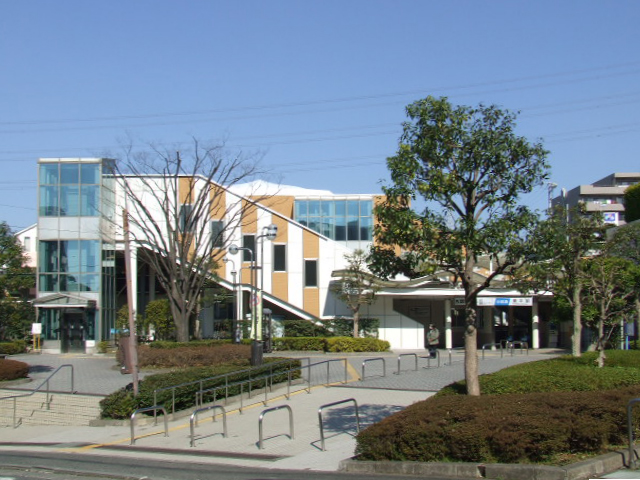
栗平駅 南口

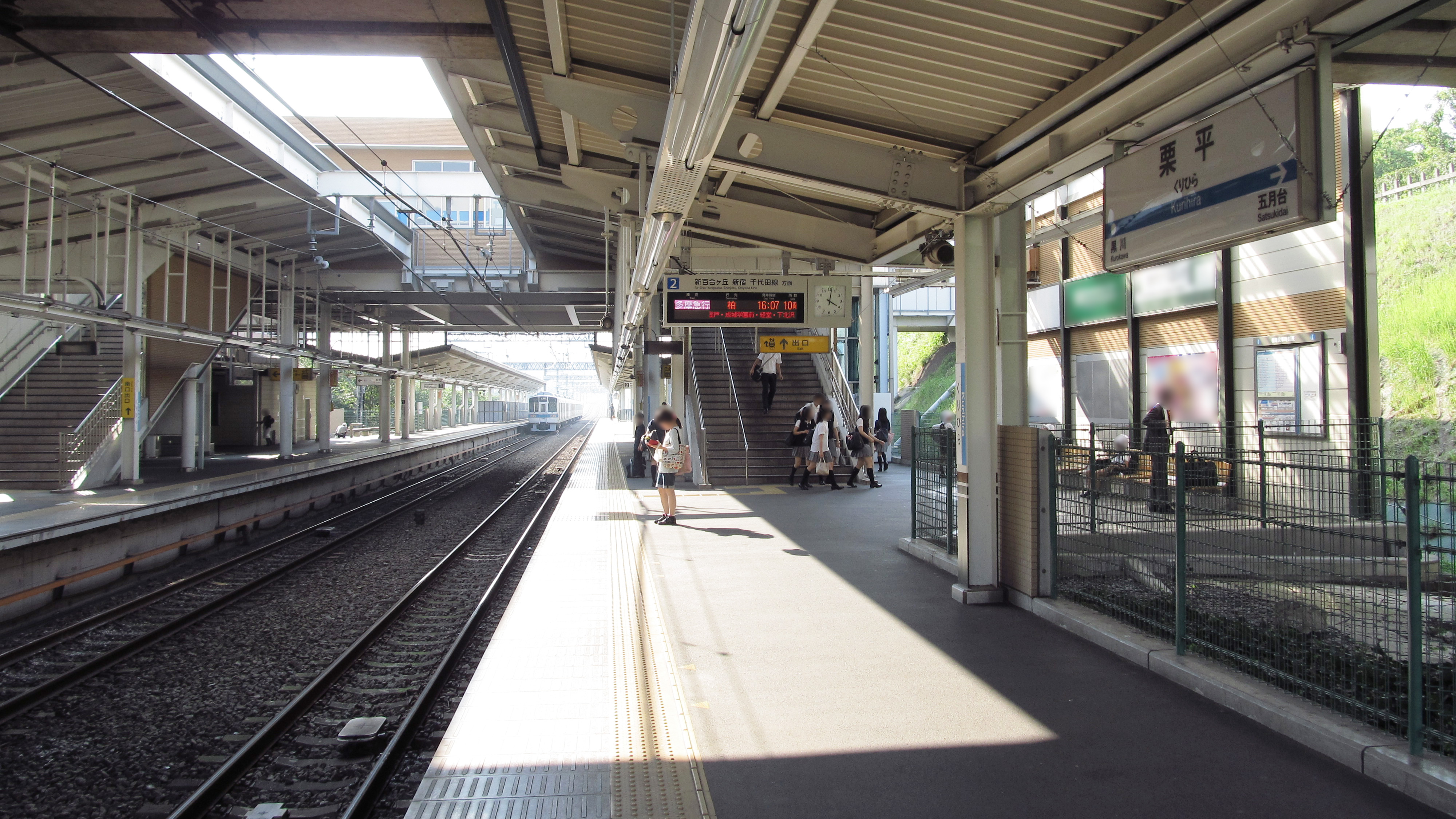
栗平駅 ホーム

栗平駅（くりひらえき）は、神奈川県川崎市麻生区栗平2丁目にある、小田急電鉄多摩線の駅である。駅番号はOT 02。

## 概要
開業は1974年（昭和49年）であるが、2000年代前半より、新宿や表参道・大手町など都心へのアクセスの利便性と自然が多く残る町並みを活かして小田急電鉄が多摩線沿線活性化へ乗り出し、特に2003年（平成15年）の急行停車駅追加以降、小田急不動産などの大手デベロッパーによるマンションや建売一戸建が積極的に販売され、利用者が増加傾向にある。2018年には多摩線で快速急行の運行が開始され、新宿までの所要時間が30分未満と大きく短縮されている。
駅周辺にはマンションが多く、駅から少し離れると戸建ての住宅街が広がる住宅地を中心とする駅である。
駅との高低差が少ない駅北口周辺は、小田急マルシェや、Odakyu OX、コンビニ、飲食店、個人医院、ドラッグストアなどの商業施設が多くある。南口は丘陵であるため、商業施設は少ない。
北口は、駐輪場がある他、東京都稲城市平尾に近く、平尾団地からの利用や駅前に稲城市コミュニティバスのバス停があることから利用者が多い。
南口は東京都町田市真光寺・広袴に近いが、アクセスするバス停はない。桐光学園がある為、通学時間帯は利用者が多い。
当駅ははるひ野駅・黒川駅利用者の通勤急行乗換駅であることもあり、通勤ラッシュ時の上り方面ホームは各駅停車から通勤急行への乗換客が沢山いるために混雑している。
改札口付近の窓からは黒川駅、北口からは川崎マイコンシティが見える。川崎マイコンシティでは黒川駅行循環バスがあるが、栗平駅寄りの場所にある会社は当駅を利用している。

## 歴史

### 年表
- 1974年（昭和49年）6月1日：開設[1]。 各停の停車駅となる。
- 2002年（平成14年）3月23日：多摩急行新設、停車駅となる[2]。
- 2003年（平成15年）3月29日：急行停車駅となる。（多摩線急行運行開始は2000年（平成12年）12月2日から）
- 2004年（平成16年）12月11日：区間準急の停車駅となる[3]。
- 2006年（平成18年）3月：駅リニューアル工事完了。
- 2014年（平成26年）3月15日：ダイヤ改正に伴い、準急停車駅となる。なお、この改正で設定された多摩線準急は平日朝下り1本のみである。
- 2018年（平成30年）3月17日：快速急行・通勤急行新設、停車駅となる。同時に準急と千代田線直通急行、多摩急行は廃止[4]。
- 2025年（令和7年）3月15日：東京メトロ千代田線直通列車の停車が復活[5]。

### 駅名の由来
駅舎所在地がかつてあった「都筑郡栗木村」（現・栗木）にあり、ホーム所在地もかつてあった「都筑郡片平村」（現・片平）にあったことから、双方の村の文字を取り「栗平」となる。その後、駅周辺の町名も栗平と命名された。

## 駅構造
相対式ホーム2面2線を有する地上駅。橋上駅舎を備える。
南側にも南口として改札口が設置されており、これは最寄駅となっている学校法人桐光学園生徒の利用による混雑対策と付近住民の要望によるものである。最寄駅とは言え当駅から桐光学園までは徒歩で15分程掛かる。
多摩線開通時は将来の島式ホーム2面4線への拡張を見込んだ用地およびホーム形状として設計されたが、その後エレベーター新設や改札口増設などで4線化は出来ない施設配置となった。
2004年末 - 2006年2月に駅構内を改装。ホームの屋根に駅構内の電力に利用するための太陽光発電を行う発電パネルが新設され、2006年（平成18年）1月31日から使用されている。
橋上駅舎内中央の改札口前に売店があったが、2018年（平成30年）に閉店した。

### のりば
| ホーム | 路線   | 方向 | 行先                            |
| ------ | ------ | ---- | ------------------------------- |
| 1      | 多摩線 | 下り | 唐木田方面                      |
| 2      | 多摩線 | 上り | 新百合ヶ丘・新宿・ 千代田線方面 |

- 2006年（平成18年）に駅改修工事を施工したが、ホーム幅員などは広がっておらず、朝通勤時間帯（特に通勤急行停車時）は非常に混雑している。
- 2010年度（平成22年度）に、行先案内表示器が新設された。
- 2025年3月改正以降、日中時間帯は急行が10分間隔で毎時6本発着する。(新宿駅発着・千代田線直通どちらも20分間隔で毎時3本ずつ)

## 利用状況
2024年度（令和6年度）の1日平均乗降人員は22,743人である。小田急線全70駅中44位である。
近年の1日平均乗降・乗車人員の推移は以下の通り。
| 年度               | 1日平均 乗降人員 | 1日平均 乗車人員 |
| ------------------ | ---------------- | ---------------- |
| 1979年（昭和54年） | 5,053            |                  |
| 1982年（昭和57年） | 5,680            |                  |
| 1987年（昭和62年） | 9,618            |                  |
| 1995年（平成07年） |                  | 7,368            |
| 1996年（平成08年） |                  | 7,284            |
| 1997年（平成09年） |                  | 7,448            |
| 1998年（平成10年） |                  | 7,615            |
| 1999年（平成11年） |                  | 7,840            |
| 2000年（平成12年） |                  | 8,014            |
| 2001年（平成13年） |                  | 8,111            |
| 2002年（平成14年） |                  | 8,447            |
| 2003年（平成15年） | 18,479           | 8,960            |
| 2004年（平成16年） | 19,463           | 9,543            |
| 2005年（平成17年） | 20,743           | 10,317           |
| 2006年（平成18年） | 21,131           | 10,641           |
| 2007年（平成19年） | 21,492           | 10,921           |
| 2008年（平成20年） | 21,837           | 11,020           |
| 2009年（平成21年） | 21,617           | 10,934           |
| 2010年（平成22年） | 21,532           | 10,932           |
| 2011年（平成23年） | 21,465           | 10,812           |
| 2012年（平成24年） | 21,779           | 10,937           |
| 2013年（平成25年） | 22,476           | 11,149           |
| 2014年（平成26年） | 22,051           |                  |
| 2015年（平成27年） | 22,596           |                  |
| 2016年（平成28年） | 22,847           |                  |
| 2017年（平成29年） | 23,268           |                  |
| 2018年（平成30年） | 24,124           |                  |
| 2019年（令和元年） | 24,606           |                  |
| 2020年（令和02年） | 18,641           |                  |
| 2021年（令和03年） | 20,493           |                  |
| 2022年（令和04年） | 21,918           |                  |
| 2023年（令和05年） | 22,526           |                  |
| 2024年（令和06年） | 22,743           |                  |

## 駅周辺

### 北口
- 栗平駅前交番
- 川崎栗平郵便局
- 川崎市立栗木台小学校
- セレサ川崎農業協同組合 栗平支店
- Odakyu OX栗平店
- 小田急マルシェ栗平
- 川崎市消防局麻生消防署 栗木出張所

### 南口
- 川崎フロンターレ麻生グラウンド
- 川崎市立白鳥中学校
- 桐光学園
- 風の谷幼稚園
- 白鳥神社
- 栗木御嶽神社
- 常念寺

## バス路線
稲城市コミュニティバスiバスが付近を経由しており、小田急バスにより運行されている。バス停名は栗平駅である。
| のりば | 系統         | 経由                       | 行先                        |
| ------ | ------------ | -------------------------- | --------------------------- |
| 1      | iバスAコース | 若葉台駅・市立病院・稲城駅 | 市内循環（右回り） 平尾団地 |
| 1      | iバスBコース | 稲城駅・市立病院・若葉台駅 | 市内循環（左回り） 平尾団地 |

## 隣の駅
小田急電鉄
 多摩線
■快速急行・□通勤急行（通勤急行は平日朝上りのみ運転）
新百合ヶ丘駅 (OH 23) - 栗平駅 (OT 02) - 小田急永山駅 (OT 05)
■急行・■各駅停車
五月台駅 (OT 01) - 栗平駅 (OT 02) - 黒川駅 (OT 03)